# The Brothers Johnson
The Brothers Johnson waren ein US-amerikanisches Funk- und Disco-Duo, das in der zweiten Hälfte der 1970er Jahre mehrere erfolgreiche Alben aufnahm.

## Geschichte
Die Brüder George (* 17. Mai 1953 in Los Angeles) und Louis Johnson (* 13. April 1955 in Los Angeles; † 21. Mai 2015) gründeten bereits als Schüler ihre erste Band, Johnson Three Plus One, in der auch ihr älterer Bruder Tommy und ihr Cousin Alex Weir mitspielten. Die Band begleitete Künstler wie Bobby Womack oder The Supremes auf ihren Konzertreisen. Johnson Three Plus One löste sich 1971 auf, als George und Louis Johnson zur Begleitband von Billy Preston wechselten. Weir wirkte später als Gitarrist bei Talking Heads und Tom Tom Club mit.
Als George und Louis Johnson 1973 Prestons Band wieder verließen, waren sie bereits etablierte Songwriter und Sessionmusiker. 1974 spielten sie in Quincy Jones’ Band auf dessen US-Tournee. Jones wurde zum Mentor der Johnson-Brüder. Sie spielten 1975 auf seinem Album Mellow Madness, zu dem sie auch vier Kompositionen beisteuerten.
1976 nahm Quincy Jones die Brothers Johnson für das Label A&M Records unter Vertrag. Er produzierte ihr Debütalbum Look Out for #1, das Platz 9 der Billboard 200 und den Spitzenplatz der R&B-Album-Charts erreichte. Im gleichen Jahr erreichte ihre Single I’ll Be Good to You Platz 1 der R&B-Charts und Platz 3 der Billboard Hot 100.
1977 folgte das Album Right on Time mit dem Top-5-Hit Strawberry Letter 23. Der von Shuggie Otis geschriebene Titel wurde später mehrfach als Sample in anderen Titeln verwendet, unter anderem in der Single Ms. Jackson von OutKast. Für den Instrumentaltrack Q wurden The Brothers Johnson 1978 mit einem Grammy ausgezeichnet. Kam Right on Time nur auf Platz 2 der R&B-Album-Charts, so gelang The Brothers Johnson 1978 mit ihrem dritten Album Blam!! erneut ein Nummer-eins-Hit.
Das 1980 veröffentlichte Album Light Up the Night war die letzte Kollaboration von The Brothers Johnson mit Quincy Jones. Die Auskopplung Stomp! wurde zum größten Hit der Band, neben einer Nummer-eins-Platzierung in den R&B- und Dance-Charts erreichte der Titel Top-10-Platzierungen unter anderem in den Billboard Hot 100, den UK-Charts und in Norwegen. Der Titel war darüber hinaus der einzige Nummer-eins-Hit der Brothers Johnson in Neuseeland und auch der einzige Hit in den deutschen Singlecharts (Platz 24). Weiterhin bemerkenswert an Light Up the Night war die Komposition This Had to Be, die die Gebrüder Johnson mit Michael Jackson schrieben. Jackson ist auch im Background zu hören.
Den Erfolg von Light Up the Light konnten The Brothers Johnson mit ihrem ersten selbst produzierten Album, dem 1981 veröffentlichten Winners, nicht wiederholen. Aufgrund der Mitwirkung der Toto-Musiker Jeff Porcaro (Drums), Steve Porcaro (Synthesizers), Steve Lukather (Guitars) und David Paich (Keyboards) war das Album deutlich rocklastiger geworden. Ein Jahr später trennten sich die Brüder, um Soloprojekte zu verwirklichen. Louis Johnson veröffentlichte ein Gospelalbum und wurde als Gastmusiker zu einem gefragten Bassisten. So wirkte er unter anderem bei Michael Jacksons Alben Off the Wall, Thriller und Dangerous sowie bei Aretha Franklins Through the Storm mit. Auch George Johnson arbeitete als Sessionmusiker, unter anderem für Steve Arrington.
Während der 1980er Jahre kam es immer wieder zu Wiedervereinigungen der Brüder. 1984 produzierte Leon Sylvers das Album Out of Control, 1988 folgte das Album Kickin’, mit dem die Brüder aber eine Chartplatzierung verpassten. Daneben waren Louis und George Johnson weiterhin gemeinsam als Komponisten aktiv. 1989 schrieben sie gemeinsam mit Siedah Garrett den Titel Tomorrow für Quincy Jones’ Album Back on the Block, auf dem Jones auch zusammen mit Ray Charles und Chaka Khan den Brothers-Johnson-Titel I’ll Be Good to You gecovert hatte.
Nachdem The Brothers Johnson in den 1990er Jahren nur vereinzelt gemeinsam aufgetreten waren, folgte 2002 eine längere gemeinsame Tournee in den Vereinigten Staaten.

## Diskografie

### Alben
| Jahr | Titel Musiklabel Katalog-Nr.                 | Höchstplatzierung, Gesamtwochen, AuszeichnungChartplatzierungen (Jahr, Titel, Musiklabel Katalog-Nr., Platzierungen, Wochen, Auszeichnungen, Anmerkungen) | Höchstplatzierung, Gesamtwochen, AuszeichnungChartplatzierungen (Jahr, Titel, Musiklabel Katalog-Nr., Platzierungen, Wochen, Auszeichnungen, Anmerkungen) | Höchstplatzierung, Gesamtwochen, AuszeichnungChartplatzierungen (Jahr, Titel, Musiklabel Katalog-Nr., Platzierungen, Wochen, Auszeichnungen, Anmerkungen) | Höchstplatzierung, Gesamtwochen, AuszeichnungChartplatzierungen (Jahr, Titel, Musiklabel Katalog-Nr., Platzierungen, Wochen, Auszeichnungen, Anmerkungen) | Anmerkungen |
| Jahr | Titel Musiklabel Katalog-Nr.                 | DE | UK | US | R&B | Anmerkungen |
| ---- | -------------------------------------------- | --- | --- | --- | --- | --- |
| 1976 | Look Out for #1 A&M 4567                     | — | — | US9 Platin · (49 Wo.)US | R&B1 (38 Wo.)R&B | Erstveröffentlichung: Februar 1976 Produzent: Quincy Jones                                                                                  |
| 1977 | Right on Time A&M 4644                       | — | — | US13 Platin · (31 Wo.)US | R&B2 (32 Wo.)R&B | Erstveröffentlichung: Mai 1977 Produzent: Quincy Jones                                                                                      |
| 1978 | Blam!! A&M 4714                              | — | UK48 (8 Wo.)UK | US7 Platin · (24 Wo.)US | R&B1 (26 Wo.)R&B | Erstveröffentlichung: Juli 1978 Produzent: Quincy Jones                                                                                     |
| 1980 | Light Up the Night A&M 3716                  | — | UK22 (12 Wo.)UK | US5 Platin · (30 Wo.)US | R&B1 (32 Wo.)R&B | Erstveröffentlichung: Februar 1980 Produzent: Quincy Jones                                                                                  |
| 1981 | Winners A&M 3724                             | — | UK42 (2 Wo.)UK | US48 (13 Wo.)US | R&B10 (16 Wo.)R&B | Erstveröffentlichung: Juli 1981 Produzenten: The Brothers Johnson                                                                           |
| 1983 | Blast!: The Latest and the Greatest A&M 4927 | — | — | US138 (5 Wo.)US | R&B23 (14 Wo.)R&B | Erstveröffentlichung: Dezember 1982 A-Seite: neue Tracks / B-Seite: Greatest Hits Produzenten: George Johnson, Louis Johnson / Quincy Jones |
| 1984 | Out of Control A&M 4965                      | — | — | US91 (11 Wo.)US | R&B20 (15 Wo.)R&B | Erstveröffentlichung: Juli 1984 Produzenten: The Brothers Johnson, Keg Johnson, Leon Sylvers, George Johnson, Hawk Wolinski                 |

Weitere Alben
- 1988: Kickin’ (A&M 5162)
- 2004: Strawberry Letter 23 Live (Livealbum; Cleopatra 1435)

### Kompilationen
- 1984: Stomp! The Brothers Johnson’s Greatest Hits
- 1987: Classics Volume 11
- 1994: Funkadelia
- 1996: Greatest Hits
- 1998: The Best of the Brothers Johnson
- 2000: 20th Century Masters: The Millennium Collection: The Best of Brothers Johnson
- 2001: Classic
- 2003: The Very Best of the Brothers Johnson / Strawberry Letter 23
- 2009: Best of Funk (Live-DVD)
- 2011: Recorded Live: S. O. U. L.
- 2013: Stomp: The Best of the Brothers Johnson (2 CDs)

### Singles
| Jahr | Titel Album                                  | Höchstplatzierung, Gesamtwochen, AuszeichnungChartplatzierungen (Jahr, Titel, Album, Platzierungen, Wochen, Auszeichnungen, Anmerkungen) | Höchstplatzierung, Gesamtwochen, AuszeichnungChartplatzierungen (Jahr, Titel, Album, Platzierungen, Wochen, Auszeichnungen, Anmerkungen) | Höchstplatzierung, Gesamtwochen, AuszeichnungChartplatzierungen (Jahr, Titel, Album, Platzierungen, Wochen, Auszeichnungen, Anmerkungen) | Höchstplatzierung, Gesamtwochen, AuszeichnungChartplatzierungen (Jahr, Titel, Album, Platzierungen, Wochen, Auszeichnungen, Anmerkungen) | Höchstplatzierung, Gesamtwochen, AuszeichnungChartplatzierungen (Jahr, Titel, Album, Platzierungen, Wochen, Auszeichnungen, Anmerkungen) | Anmerkungen |
| Jahr | Titel Album                                  | DE | UK | US | R&B | Dance | Anmerkungen |
| ---- | -------------------------------------------- | --- | --- | --- | --- | --- | --- |
| 1975 | Is It Love That We’re Missin’ Mellow Madness | — | — | US70 (10 Wo.)US | R&B18 (13 Wo.)R&B | — | Erstveröffentlichung: September 1975 Quincy Jones feat. The Brothers Johnson Autoren: Debbie Smith, George Johnson |
| 1976 | I’ll Be Good to You Look Out for #1          | — | — | US3 Gold · (16 Wo.)US | R&B1 (17 Wo.)R&B | — | Erstveröffentlichung: April 1976 Autoren: George Johnson, Louis Johnson, Senora Sam                                |
| 1976 | Get the Funk Out Ma Face Look Out for #1     | — | — | US30 (15 Wo.)US | R&B4 (14 Wo.)R&B | Dance15 (1 Wo.)Dance | Erstveröffentlichung: August 1976 Autoren: George Johnson, Louis Johnson, Quincy Jones                             |
| 1976 | Free and Single Look Out for #1              | — | — | — | R&B25 (10 Wo.)R&B | — | Erstveröffentlichung: November 1976 George Johnson, Louis Johnson                                                  |
| 1977 | Strawberry Letter 23 Right on Time           | — | UK35 (5 Wo.)UK | US5 Gold · (19 Wo.)US | R&B1 (19 Wo.)R&B | — | Erstveröffentlichung: Juni 1977 Autor und Original: Shuggie Otis, 1971                                             |
| 1977 | Runnin’ for Your Lovin’ Right on Time        | — | — | — | R&B20 (12 Wo.)R&B | — | Erstveröffentlichung: Oktober 1977 George Johnson, Louis Johnson                                                   |
| 1978 | Love Is Right on Time                        | — | — | — | R&B50 (7 Wo.)R&B | — | Erstveröffentlichung: Februar 1978 George Johnson, Louis Johnson, Quincy Jones, Peggy Jones                        |
| 1978 | Ain’t We Funkin’ Now Blam!!                  | — | UK43 (6 Wo.)UK | — | R&B45 (8 Wo.)R&B | — | Erstveröffentlichung: August 1978 George Johnson, Louis Johnson, Quincy Jones                                      |
| 1978 | Ride-O-Rocket Blam!!                         | — | UK50 (4 Wo.)UK | — | R&B45 (9 Wo.)R&B | — | Erstveröffentlichung: September 1978 Autoren: Ashford & Simpson                                                    |
| 1980 | Stomp! Light Up the Night                    | DE24 (14 Wo.)DE | UK6 (12 Wo.)UK | US7 (19 Wo.)US | R&B1 (18 Wo.)R&B | Dance1 (22 Wo.)Dance | Erstveröffentlichung: Februar 1980 George Johnson, Louis Johnson, Valerie Johnson, Rod Temperton                   |
| 1980 | Light Up the Night                           | — | UK47 (4 Wo.)UK | — | R&B16 (11 Wo.)R&B | — | Erstveröffentlichung: Mai 1980 Autoren: George Johnson, Louis Johnson, Rod Temperton                               |
| 1980 | Treasure Light Up the Night                  | — | — | US73 (4 Wo.)US | R&B36 (10 Wo.)R&B | — | Erstveröffentlichung: Juli 1980 Autor: Rod Temperton                                                               |
| 1981 | The Real Thing Winners                       | — | UK50 (3 Wo.)UK | US67 (6 Wo.)US | R&B11 (14 Wo.)R&B | — | Erstveröffentlichung: Juni 1981 Autoren: George Johnson, Louis Johnson                                             |
| 1981 | Dancin’ Free Winners                         | — | — | — | R&B51 (9 Wo.)R&B | — | Erstveröffentlichung: September 1981 Autor: Louis Johnson                                                          |
| 1982 | Welcome to the Club Blast!                   | — | — | — | R&B13 (11 Wo.)R&B | — | Erstveröffentlichung: November 1982 Autoren: Louis Johnson, Valerie Johnson                                        |
| 1983 | I’m Giving You All My Love Blast!            | — | — | — | R&B75 (5 Wo.)R&B | — | Erstveröffentlichung: März 1983 Autoren: George Johnson, Eddie Noble                                               |
| 1984 | You Keep Me Coming Back Out of Control       | — | UK77 (3 Wo.)UK | — | R&B12 (15 Wo.)R&B | Dance22 (7 Wo.)Dance | Erstveröffentlichung: Juni 1984 Autoren: Dana Marshall, Leon Sylvers, Rickey Smith, Wardell Potts Jr.              |
| 1988 | Kick It to the Curb Kickin’                  | — | — | — | R&B52 (9 Wo.)R&B | — | Erstveröffentlichung: März 1988 Autoren: George Johnson, Irene Cara                                                |

Weitere Singles
- 1976: Sometimes (Lesley Gore feat. The Brothers Johnson)
- 1979: It’s You Girl
- 1984: Lovers Forever
- 1988: Party Avenue

## Auszeichnungen für Musikverkäufe
| Goldene Schallplatte - Neuseeland - 1980: für die Album Light Up the Night - 1980: für die Single Stomp! |

Anmerkung: Auszeichnungen in Ländern aus den Charttabellen bzw. Chartboxen sind in ebendiesen zu finden.
| Land/RegionAuszeichnungen für Musikverkäufe (Land/Region, Auszeichnungen, Verkäufe, Quellen) | Gold     | Platin     | Verkäufe  | Quellen                   |
| -------------------------------------------------------------------------------------------- | -------- | ---------- | --------- | ------------------------- |
| Neuseeland (RMNZ)                                                                            | 2× Gold2 | —          | 15.000    | aotearoamusiccharts.co.nz |
| Vereinigte Staaten (RIAA)                                                                    | 2× Gold2 | 4× Platin4 | 6.000.000 | riaa.com                  |
| Insgesamt                                                                                    | 4× Gold4 | 4× Platin4 |           |                           |